# Rieti (stacja kolejowa)
Rieti (włoski: Stazione di Rieti) – stacja kolejowa w Rieti, w prowincji Rieti, w regionie Lacjum, we Włoszech. Znajduje się na linii Terni – Sulmona.
Stacja jest zarządzana przez Rete Ferroviaria Italiana (RFI).

## Historia
Stacja została otwarta w 1883 roku wraz z otwarciem odcinka Rocca di Corno – Terni.
Podczas odwrotu wojsk niemieckich z powodu bombardowania wojsk alianckich przez samoloty Flying Fortress, stacja poniosła ciężkie uszkodzenia i śmierć poniósł kierownik stacji Antonio Uncini. Od 2000 roku na stacja została umieszczona tablica na pamiątkę kolei, znajduje się w zewnętrznej ścianie budynku pasażerskiego.
Pod koniec wojny budynek został przebudowany na i stał się na pewien czas stacją końcową linii między Rieti i Antrodoco.

## Charakterystyka
Budynek pasażerski składa się z trzech części: budynek główny jest na dwóch poziomach, ale tylko na parterze mieszczą się usługi dla pasażerów, podczas gdy piętro jest wykorzystywane jako prywatny dom. Fasada budynku składa się z trzech łuków. Wewnątrz atrium znajdują się kasy biletowe.
Układ budynków jest prostokątny.
Stacja składa się z czterech torów. W szczególności:
- 1: wykorzystywany do pierwszeństwa między pociągami, tor służył jako peron i jest jedynym, który jest chroniony przez zadaszenie.
- 2: jest obsługiwany przez peron o ograniczonej wielkości, które nie zezwala na montaż zadaszenia.
- 3: jest to tor wykorzystywany do pierwszeństwa między pociągami, podobny do toru 2.
- 4: obsługuje głównie pociągi techniczne.